# Emoenim
Emoenim (Hebreeuws: אמונים) is een mosjav in de buurt van Ashdod, van de regionale raad van Beër Tuvia. De mosjav ligt in het noordwestelijke deel van de Negev.